# Rupert Friend
Pour les articles homonymes, voir Friend.
Rupert Friend est un acteur britannique, né le 9 octobre 1981 à Cambridge. Il est notamment connu pour ses rôles dans les films Orgueil et Préjugés (2005), Victoria : Les Jeunes Années d'une reine (2009) et Hitman: Agent 47 (2015), ainsi que dans la série télévisée Homeland (2012-2017).

## Biographie

### Jeunesse
Rupert Friend grandit dans le petit village de Stonesfield en Oxfordshire. Il est le fils d'une avocate et d'un historien de l'art et a une sœur prénommée Kate. Il suit ses études à l'école Marlborough de Woodstock puis étudie dans deux établissements d'Oxford, à l'école Cherwell, puis au d'Overbroeck College où il obtient son A-level. Jeune, il se passionne pour la musique et il intègre un groupe de rock comme guitariste. Il démarre tardivement sa carrière d'acteur, hésitant à se lancer dans un tour du monde en bateau, il intègre finalement la Webber Douglas Academy of Dramatic Art de Londres.

### Vie privée
Friend vit dans l'Est de Londres dans une maison qu'il a construite de ses propres mains. Il compte parmi ses amis proches le saxophoniste et compositeur Adam Waldmann ainsi que les acteurs britanniques Colin Firth et Tom Mison. 
Rupert Friend a été en couple avec l'actrice britannique Keira Knightley, rencontrée en 2005 lors du tournage d'Orgueil et Préjugés,, mais en janvier 2011 le couple se sépare, fragilisé par la pression médiatique.
Depuis 2013 il est en couple avec l’athlète et mannequin américaine Aimee Mullins, ils se sont fiancés en décembre 2014.
Ils se sont mariés le 1er mai 2016.

## Carrière
Il fait des débuts remarqués au cinéma, en 2004, dans Rochester, le dernier des libertins (The Libertine), l'adaptation de la pièce de théâtre homonyme de Stephen Jeffreys; dans ce film, il est Billy Downs, le jeune ami amoureux de John Wilmot, 2e comte de Rochester, joué par Johnny Depp et ce rôle lui permet d'être désigné meilleur nouveau talent (Outstanding new talent) aux Satellite Awards 2005.
En 2005, il joue M. Wickham, jusqu'à présent son rôle le plus célèbre, dans le film Orgueil et Préjugés (Pride & Prejudice), l'adaptation du roman éponyme de Jane Austen. Il refuse le rôle de James Bond dans Casino Royale, s'estimant trop jeune et inexpérimenté. Le rôle sera tenu par Daniel Craig.
La même année, il interprète Ludovic Meyer, le principal rôle masculin, aux côtés de Joan Plowright, dans Mrs Palfrey at The Claremont.
La période 2007-2008 est prolifique pour Rupert Friend; il apparaît, en effet, au générique de six films, notamment La Dernière Légion (The Last Legion), de Doug Lefle et Medieval Pie : Territoires vierges (Virgin Territory), de David Leland.

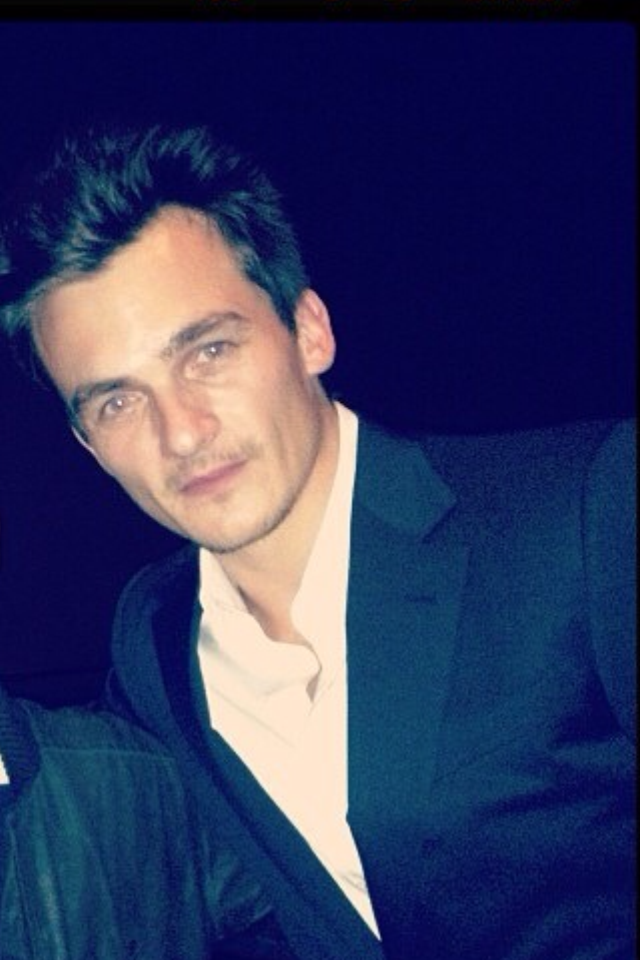
Rupert Friend lors du Festival international du film de Toronto en septembre 2013.

Il est le Prince Albert, aux côtés, entre autres, d'Emily Blunt et de Paul Bettany dans le film Victoria : Les Jeunes Années d'une reine, de Jean-Marc Vallée, présenté le 6 février 2009 à l'European Film Market de la Berlinale 2009.   
Michelle Pfeiffer est sa maîtresse de plus de vingt ans son aînée dans Chéri, de Stephen Frears;  adapté du roman éponyme de Colette, le film sort sur les écrans français le 8 avril 2009.
Outre son travail d'acteur Friend écrit et produit en 2009 le court-métrage The Continuing and Lamentable Saga of the Suicide Brothers dans lequel il est également interprète de l'un des deux personnages centraux. Puis en 2010 il passe à la réalisation pour la première fois avec le court-métrage Steve qui met en vedette Keira Knightley et Colin Firth, court métrage qu'il écrit et produit lui-même. Il sera présenté lors du Festival du film de Londres. 
En 2012 Friend intègre la distribution de la série américaine Homeland, il y interprète l'agent de la CIA Peter Quinn. La même année il se produit pour la première fois au théâtre dans la pièce Brimstone and Treacle, sur les planches londoniennes de l'Arcola Theatre. La pièce sera par ailleurs bien reçue par la critique. 
En 2013 Friend revient à sa première passion qui était la musique, en composant les paroles de l’album Everything We Hold du groupe de jazz Kairos 4tet et réalise le clip Song For The Open Road pour le groupe. La même année son personnage dans la série Homeland est reconduit pour une troisième saison et il est nommé aux Emmy Awards dans la catégorie Meilleur Guest dans une série dramatique, mais s'incline face à Dan Bucatinsky. Il fait également son retour au cinéma avec le film Starred Up réalisé par David MacKenzie qui sera présenté lors du Festival international du film de Toronto et The Zero Theorem de Terry Gilliam  présenté, lui, lors de la Mostra de Venise en septembre 2013. Il est nommé dans la catégorie Meilleur acteur dans un second rôle  lors des British Independent Film Awards 2013 pour le film Starred Up.   
L'acteur endosse à nouveau le costume de Peter Quinn lors de la saison 4 de Homeland diffusée en 2014, ce dernier acquiert pour cette nouvelle saison une importance croissante.    
En 2015, il est à l'affiche du film Hitman : Agent 47 réalisé par Aleksander Bach. Il réalise son premier long métrage, dont il est également scénariste et producteur, intitulé Barton & Charlie & Checco & Bill, il y tiend l'un des rôles principaux aux côtés d'Emily Blunt.

## Filmographie

### Cinéma

#### Longs métrages
- 2004 : Rochester, le dernier des libertins (The Libertine) de Laurence Dunmore : Billy Downs
- 2005 : Orgueil et Préjugés (Pride & Prejudice) de Joe Wright : George Wickham
- 2005 : Mrs Palfrey at The Claremont de Dan Ireland : Ludovic Meyer
- 2007 : The Moon and the Stars de John Irvin : Renzo Daverio
- 2007 : Outlaw de Nick Love : Sandy Mardell
- 2007 : La Dernière Légion (The Last Legion) de Doug Lefle : Demetrius
- 2007 : Medieval Pie : Territoires vierges (Virgin Territory) de David Leland : Alessandro Felice
- 2008 : Le Garçon au pyjama rayé (The Boy in the Striped Pyjamas) de Mark Herman : Lieutenant Kurt Kotler
- 2008 : Jolene de Dan Ireland : Coco Leger
- 2009 : Victoria : Les Jeunes Années d'une reine (The Young Victoria) de Jean-Marc Vallée : Prince Albert
- 2009 : Chéri de Stephen Frears : Fred "Chéri" Peloux
- 2010 : Lullaby (Lullaby for Pi) de Benoît Philippon : Sam
- 2010 : The Kid de Nick Moran : Kevin Lewis
- 2011 : État de guerre (5 Days of War) de Renny Harlin : Thomas Anders
- 2012 : To Write Love on Her Arms de Nathan Frankowski : David McKenna
- 2013 : Zero Theorem (The Zero Theorem) de Terry Gilliam : L'homme dans la rue marchande
- 2014 : Les Poings contre les murs (Starred Up) de David Mackenzie : Oliver
- 2014 : Meet Me in Montenegro d'Alex Holdridge : Stephen
- 2015 : Hitman: Agent 47 d'Aleksander Bach : Agent 47 et 48
- 2016 : Barton & Charlie & Checco & Bill de lui-même : Barton
- 2017 : La Mort de Staline (The Death of Stalin) d'Armando Iannucci : Vassili Djougachvili
- 2018 : L'Ombre d'Emily (A Simple Favor) de Paul Feig : Dennis Nylon
- 2018 : At Eternity's Gate de Julian Schnabel : Théodorus van Gogh
- 2021 : Separation de William Brent Bell : Jeffrey Vahn
- 2021 : The French Dispatch de Wes Anderson : Le sergent instructeur
- 2021 : Infinite d'Antoine Fuqua : Bathurst
- 2021 : Waldo, détective privé (Last Looks) de Tim Kirkby : Wilson Sikorsky
- 2023 : Asteroid City de Wes Anderson : Montana
- 2024 : The American Society of Magical Negroes de Kobi Libii : Mick
- 2024 : Canary Black de Pierre Morel : David Brooks
- 2025 : Companion de Drew Hancock : Sergey
- 2025 : The Phoenician Scheme de Wes Anderson : Exacaliber
- 2025 : Jurassic World : Renaissance (Jurassic World Rebirth) de Gareth Edwards : Martin Krebs
- 2025 : Dreams de Michel Franco

#### Courts métrages
- 2009 : The Continuing and Lamentable Saga of the Suicide Brothers de Arran Browlee et Corran Brownlee
- 2014 : Stryka d'Emily Carmichael : Callen
- 2023 : La Merveilleuse Histoire de Henry Sugar (The Wonderful Story of Henry Sugar) de Wes Anderson : Claud

#### Séries télévisées
- 2012 - 2017 : Homeland : Peter Quinn
- 2022 : Anatomie d’un scandale (Anatomy of a Scandal) : James Charles Whitehouse
- 2022 : Star Wars: Obi-Wan Kenobi : le Grand Inquisiteur

### Réalisateur
- 2010 : Steve (court métrage)
- 2016 : Barton & Charlie & Checco & Bill (également scénariste et producteur)